# Assekrem
Assekrem är en bergsplatå i Algeriet.  Den ligger i provinsen Tamanrasset, i den sydöstra delen av landet, 1 500 km söder om huvudstaden Alger. 
Terrängen runt Assekrem är kuperad åt sydväst, men åt nordost är den platt.  Trakten runt Assekrem är nära nog obefolkad, med mindre än två invånare per kvadratkilometer. Det finns inga samhällen i närheten. Trakten runt Assekrem är ofruktbar med lite eller ingen växtlighet.